# Corps à un élément
En mathématiques, et plus précisément en géométrie algébrique, le corps à un élément est le nom donné de manière quelque peu fantaisiste à un objet qui se comporterait comme un corps fini à un seul élément, si un tel corps pouvait exister. Cet objet est noté F1, ou parfois Fun. L'idée est qu'il devrait être possible de construire des théories dans lesquelles les ensembles et les lois de composition (qui constituent les bases de l'algèbre générale) seraient remplacés par d'autres objets plus flexibles. Bien que ces théories n'admettent pas elles non plus de corps à un élément, elles contiennent un objet ayant certaines propriétés des corps et dont la caractéristique (en un sens généralisé) vaut 1.
L'idée d'étudier les mathématiques construites à partir de F1 fut proposée en 1956 par Jacques Tits, à partir d'analogies entre des symétries en géométrie projective et la combinatoire des complexes simpliciaux ; F1 a été par la suite relié à de nombreux domaines, en particulier à une éventuelle démonstration de l'hypothèse de Riemann. Cependant, bien que de nombreuses théories de F1 aient été proposées, il n'est pas clair que les F1 qu'elles définissent aient toutes les propriétés que les mathématiciens espèrent.

## Historique
En 1957, Jacques Tits introduisit la théorie des immeubles, qui relie les groupes algébriques aux complexes simpliciaux abstraits (en). Cette théorie définit une condition de non-trivialité : si l'immeuble est un complexe simplicial abstrait de dimension n, et si k < n, tout k-simplexe de l'immeuble doit être contenu dans au moins 3 n-simplexes. Les immeubles « dégénérés » ne vérifiant pas cette condition sont appelés des appartements. En géométrie projective classique, on a de même une condition de non-trivialité, exigeant qu'une droite contienne au moins trois points, et des géométries dégénérées (et sans intérêt) où toutes les droites ont deux points. Comme les appartements jouent un rôle constitutif essentiel dans la théorie des immeubles, Tits conjectura l'existence d'une sorte de géométrie projective où les cas dégénérés auraient la même importance que les cas classiques, et qui serait développée sur un « corps de caractéristique un ». Cette analogie permettait de décrire certaines des propriétés élémentaires de F1, mais ne donnait pas de moyens de le construire.
Une inspiration indépendante pour F1 est venu de la théorie algébrique des nombres. La démonstration due à André Weil de l'hypothèse de Riemann pour les courbes sur les corps finis part d'une courbe C sur un corps fini k, et examine la diagonale du produit C ×k C. L'anneau des entiers relatifs Z est de dimension de Krull 1, ce qui suggère que ce pourrait être une « courbe », ou du moins une « algèbre », mais ce ne peut bien sûr pas être une algèbre sur un corps. Une des propriétés conjecturées de F1 est que Z serait une « F1-algèbre », permettant la construction du produit Z ×F1 Z, puis donnant la possibilité d'adapter la démonstration de Weil pour obtenir une preuve de l'hypothèse de Riemann elle-même.
Un autre angle d'approche vient de la théorie d'Arakelov, qui étudie les équations diophantiennes à l'aide d'outils de la géométrie complexe. La théorie met en jeu des relations complexes entre les corps finis et le corps C. L'existence de F1 serait utile dans ce cas pour des raisons techniques.
Enfin, plusieurs relations inattendues avec des domaines mathématiques plus éloignés ont été découvertes ou suggérées, par exemple avec la géométrie non commutative, avec la géométrie tropicale, ou avec la conjecture des jeux uniques de la théorie de la complexité.
Vers 1991, Alexander Smirnov avait commencé à développer la géométrie algébrique au-dessus de F1, introduisant des extensions de F1 et les utilisant pour définir un espace projectif P1 sur F1. Il interpréta les nombres algébriques comme des applications vers P1, et il suggéra des approximations conjecturales de la formule de Riemann-Hurwitz pour ces applications. Ces approximations ont des conséquences très profondes, comme la conjecture abc. Les extensions de F1 définies par Smirnov ont été notées F{\displaystyle _{1^{n}}} par la suite,.
En 1993, Yuri Manin donna une série de conférences sur les fonctions zêta, au cours desquelles il proposa de développer la géométrie algébrique sur F1 . Il pensait que les fonctions zêta des variétés au-dessus de F1 auraient des descriptions très simples, et il envisagea une relation entre la K-théorie de F1 et les groupes d'homotopie des sphères. Cela motiva plusieurs personnes à tenter de définir F1. Ainsi, en 2000, Zhu suggéra de construire F1 en partant de F2 modifié par la formule {\displaystyle 1+1=1} ; Toën et Vaquié définirent F1 en s'appuyant sur la théorie des schémas relatifs de Hakin, et en utilisant des catégories monoïdales tressées ; Nikolaï Dourov construisit F1 comme une monade, etc. En 2009, Alain Connes, Caterina Consani et Matilde Marcolli ont trouvé des liens entre F1 et la géométrie non commutative, et ont également défini plusieurs extensions de F1, comme des groupes de Chevalley au-dessus de F{\displaystyle _{1^{2}}}.
La construction des schémas monoïdaux par Deitmar vers 2005 a permis d'unifier beaucoup des résultats précédents ; elle été appelée « le cœur même de la géométrie [algébrique] sur F1 »,  car ces schémas apparaissent dans la plupart des constructions  de cette géométrie.
À partir de 2016, Oliver Lorscheid a réussi à obtenir une description complète des groupes de Chevalley liés à F1 en introduisant des objets appelés des blueprints, qui sont des généralisations simultanées des demi-anneaux et des monoïdes,. Il définit à partir de ces blueprints une catégorie de schémas,  l'un de ces schémas étant Spec F1, ce qui retrouve et prolonge les résultats de Deitmar.
À la même époque, les frères Giansiracusa ont relié la géométrie sur F1 à la géométrie tropicale, construisant en particulier une catégorie des schémas tropicaux qui se plonge dans celle construite par Lorscheid,.

## Propriétés
F1 devrait avoir les propriétés suivantes :
- Les ensembles finis sont des espaces affines et des espaces projectifs sur F1.
- Les ensembles pointés sont des espaces vectoriels sur F1[16].
- Les corps finis Fq sont des déformations quantiques de F1, q étant la déformation.
- Les groupes de Weyl sont des groupes simples algébriques sur F1 ; plus précisément, étant donné un diagramme de Dynkin pour un groupe semi-simple algébrique, le groupe de Weyl correspondant est le même groupe algébrique construit au-dessus de F1[17].
- Spec(Z), le spectre de l'anneau des entiers, est une courbe sur F1.
- Les groupes sont des algèbres de Hopf sur F1. Plus généralement, tout objet défini uniquement en termes de diagrammes entre objets algébriques devrait avoir un F1-analogue dans la catégorie des ensembles.
- La fonction zêta de PN(F1) devrait être ζ(s) = s(s − 1)⋯(s − N)[18].
- Les variétés toriques déterminent les F1-variétés. Dans certaines théories, la réciproque est vraie, au sens où les variétés obtenues à partir des F1-variétés par l'extension des scalaires à Z sont toriques[19] Même si d'autres approches de F1 conduisent à des exemples d'un type différent, les variétés toriques semblent bien jouer un rôle essentiel dans ces développements.
- Les actions d'un groupe G sur un ensemble sont les représentations projectives de G sur F1, et à ce sens G est le groupe de l'algèbre de Hopf (en) F1[G]

## Dénombrements
De nombreuses structures sur des ensembles sont analogues à des structures sur un espace projectif, et peuvent être dénombrées de la même manière :

### Ensembles et espaces projectifs
Le nombre d'éléments de P(F{\displaystyle _{q}^{n}}) = Pn−1(Fq), l'espace projectif de dimension (n − 1) sur le corps fini Fq, est le q-entier {\displaystyle [n]_{q}:={\frac {q^{n}-1}{q-1}}=1+q+q^{2}+\dots +q^{n-1}}. Prenant q = 1, on obtient [n]q = n.
Le développement du q-entier en somme de puissances de q correspond à la décomposition en cellules de Schubert de cet espace projectif.

### Les permutations sont des drapeaux
Il y a n! permutations d'un ensemble à n éléments, et [n]q! drapeaux maximaux dans F{\displaystyle _{q}^{n}}, où
{\displaystyle [n]_{q}!:=[1]_{q}[2]_{q}\dots [n]_{q}} est la q-factorielle. Plus précisément, une permutation d'un ensemble peut être vue comme un ensemble filtré, et un drapeau comme un espace vectoriel filtré ; par exemple, la permutation (0, 1, 2) correspond à la filtration {0} ⊂ {0,1} ⊂ {0,1,2}.

### Les sous-ensembles sont des sous-espaces
Le coefficient binomial {\displaystyle {\frac {n!}{m!(n-m)!}}}
est le nombre de sous-ensembles ayant m éléments d'un ensemble à n éléments. De même, le coefficient q-binomial {\displaystyle {\frac {[n]_{q}!}{[m]_{q}![n-m]_{q}!}}} donne le nombre de sous-espaces de dimension m d'un espace vectoriel de dimension n sur Fq.
Le développement du q-coefficient binomial en somme de puissances de q correspond à la décomposition en cellules de Schubert de la grassmannienne de cet espace vectoriel.

## Schémas monoïdaux
La construction des schémas monoïdaux, due à Anton Deitmar, suit celle de la théorie des schémas développée par Alexandre Grothendieck à la fin des années 1950, en remplaçant les anneaux commutatifs par des monoïdes. Tout se passe comme si on « oubliait » la structure additive des anneaux ; c'est pourquoi on parle parfois de « géométrie non additive ».

### Construction
Un monoïde multiplicatif est un monoïde A qui contient un élément absorbant 0 (distinct de l'élément neutre 1 du monoïde). On définit alors le corps à un élément F1 = {0,1}, comme le corps F2  privé de sa structure additive, qui est un objet initial dans la catégorie des monoïdes multiplicatifs. Un idéal d'un monoïde A est un sous-ensemble I stable (pour la multiplication), contenant 0, et tel que IA = {ra : r∈I, a∈A} = I. Un idéal est premier si {\displaystyle A\setminus I} est stable pour la multiplication et contient 1.
Un morphisme de monoïdes est une application  f : A → B telle  que f(0) = 0, f(1) = 1, et f(ab) = f(a)f(b) pour tous les éléments de A.
Le spectre d'un monoïde A, noté Spec A, est l'ensemble des idéaux premiers de A. On peut définir sur le spectre une topologie de Zariski en prenant comme base d'ouverts {\displaystyle U_{h}=\{{\mathfrak {p}}\in {\text{Spec}}A:h\notin {\mathfrak {p}}\},} où les h parcourent A.
Un espace monoïdal  est un espace topologique muni d'un faisceau de monoïdes (multiplicatifs) appelé le faisceau structural. Un schéma monoïdal affine est un espace monoïdal isomorphe au spectre d'un monoïde, et un schéma monoïdal est un faisceau de monoïdes qui possède un revêtement ouvert par des  schémas monoïdaux affines. 

### Conséquences
Cette construction possède beaucoup des propriétés que l'on souhaite pour une géométrie sur F1 : Spec F1 est réduit à un point, comme le spectre des corps en géométrie classique, et la catégorie des schémas monoïdaux affines est duale de celle des monoïdes multiplicatifs, en miroir de la dualité entre schémas affines et anneaux commutatifs. De plus, cette théorie satisfait les propriétés combinatoires attendues de F1 exposées précédemment ; ainsi, l'espace projectif de dimension n  au-dessus de F1 (décrit comme un schéma monoïdal) est identique à un appartement de l'espace projectif  de dimension n  au-dessus de Fq  (décrit comme un immeuble).
Cependant, les schémas monoïdaux ne vérifient pas toutes les propriétés espérées d'une géométrie construite sur F1,  car les seules variétés ayant des analogues en termes de schémas monoïdaux sont les variétés toriques. D'autres descriptions de la géométrie sur F1, comme celle de Connes et Consani, ont étendu ce modèle pour pouvoir décrire des  F1-variétés qui ne sont pas toriques.

## Extensions de corps
On peut définir des extensions du corps à un élément comme des groupes de racines de l'unité, ou (en les munissant d'une structure géométrique) comme des groupes de schémas (en). Un tel groupe n'est pas naturellement isomorphe au groupe cyclique d'ordre n, l'isomorphisme dépendant du choix d'une racine primitive de l'unité ; un espace vectoriel de dimension d sur F{\displaystyle _{1^{n}}} est alors un ensemble fini de cardinal dn muni d'un point de base, sur lequel agit librement le groupe des racines n-èmes de l'unité {\displaystyle \mu _{n}}.
De ce point de vue, le corps fini Fq est une algèbre sur F{\displaystyle _{1^{n}}}, de dimension d = (q − 1)/n pour tout n facteur de q − 1 (par exemple n = q − 1 ou n = 1). Cela correspond au fait que le groupe des unités d'un corps fini Fq (qui sont les q − 1 éléments non nuls) est un groupe cyclique d'ordre q − 1, sur lequel tout groupe cyclique d'ordre divisant q − 1 agit librement (par élévation à une puissance), l'élément nul du corps étant le point de base.
De même, R (le corps des réels) est une algèbre de dimension infinie sur F{\displaystyle _{1^{2}}}, car les réels contiennent ±1, mais aucune autre racine de l'unité, et C (le corps des complexes) est une algèbre de dimension infinie sur F{\displaystyle _{1^{n}}} pour tout n.
Dans cette approche, tout phénomène ne dépendant que des racines de l'unité dans un corps donné peut être vu comme provenant de F1 ; c'est par exemple le cas de la transformée de Fourier discrète (à valeurs complexes) et de la transformée de Walsh (à valeurs dans Fpn).
Par ailleurs, Fpn étant un sous-corps de Fpm si n divise m, on en déduit que Fp0 = F1 devrait « contenir » la clôture algébrique de tous les Fp…